# Coupe Dänemark

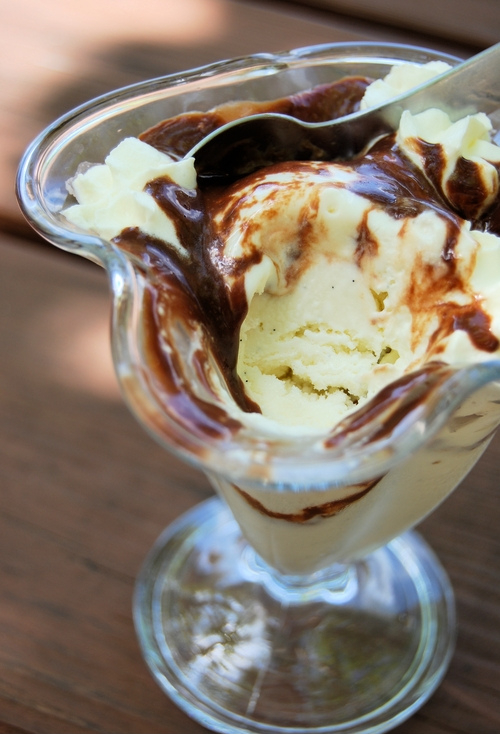
Coupe Dänemark

Die (in der Deutschschweiz häufiger der) Coupe Dänemark (auch: Coupe Danmark bzw. Coupe Danemark; selten: Dame Blanche) ist ein klassisches Speiseeis-Dessert. Dabei wird Vanilleeis in einem hohen Glas mit heißer Schokoladensauce übergossen und teilweise noch mit Schokostreuseln verziert.

## Entstehung
Über die Entstehung der Coupe Dänemark ist nichts Genaues bekannt. Stattdessen gibt es einige Erklärungsversuche, die sich mit der Erfindung des Desserts befassen. Einem davon zufolge soll die Coupe Dänemark entstanden sein, als Gäste nach einer Abendveranstaltung im Kopenhagener Tivoli noch ein Dessert haben wollten. Allerdings hatte das Restaurant nur noch Vanilleeis, das der Koch mit einer Sauce aus geschmolzener Schokolade übergoss. Die Kreation wurde durch die Gäste angenommen und kam als festes Gericht auf die Speisekarte. Als Name wurde dabei Dänemark gewählt, da als Kopenhagener bereits ein Gebäck benannt wurde.